# Cammie King
Eleanore Cammack "Cammie" King (Los Angeles, California, 5 de agosto de 1934 – Fort Bragg, California, 1 de septiembre de 2010) fue una actriz estadounidense. Su papel más conocido es el de Bonnie Blue Butler en Lo que el viento se llevó (1939). También dio voz a Faline en la película animada de Disney, Bambi (1942).

## Biografía
Los padres de King eran W. Cammack King, responsable de planta química, y Eleanore King, profesora. Su hermana mayor, Diane, era actriz juvenil. Sus padres se divorciaron pocos años después del rodaje de Lo que el viento se llevó. Su madre se casó con Herbert Kalmus, cofundador de Technicolor en 1949.
Aunque la carrera de King se limitó a unos pocos años, apareció en dos de las grandes películas de su época, Gone with the Wind y Bambi. Fue escogida para encarnar a Bonnie Blue Butler en Gone With the Wind a los cuatro años, después de que los directores hicieran un casting a más de 250 aspirantes, incluidas a su hermana Diane de siete años. Después de que Diane fue considerada demasiado grande para el papel, le dijo a los electores: "Mi hermana se parece a mí y solo tiene cuatro años y puede leer". Cammie recordaba sus líneas, pero no pudo evitar que sus párpados se movieran durante la escena de su muerte y se le colocó una máscara mortuoria. Una persona pequeña masculina adulta sirvió como doble de cuerpo para la caída de Bonnie del caballo.
Poco después, Cammie dio la voz a Faline en la película animada de Disney de 1942 Bambi. Según Los Angeles Times, fue elegida para un tercer papel a principios de la década de los 40, pero padeció varicela el día en que comenzó la filmación y fue eliminada de la lista de reparto. Reflexionando sobre su carrera cinematográfica, una vez bromeó: "Llegué a los 5 años".
Después de esta infancia, King estudió en el Marymount High School y posteriormente a la Universidad de California del Sur, graduándose en comunicación en 1956. Después de ello, trabajó como productora en la serie Climax! de la CBS.
En 1980, se trasladó a Carolina del Norte y tuvo una larga carrera en relaciones públicas. King apareció frecuentemente en las retrospectivas del elenco de supervivientes de Gone With the Wind. En 2009, publicó su libro, Bonnie Blue Butler: A Gone With the Wind Memoir, principalmente vendiendo copias directamente a los fans a través de apariciones personales e Internet.

## Vida personal
Se casó con Walter "Ned" Pollock en 1957. Ambos adoptaron a dos niños, Matthew and Katharine. Pollock murió de cáncer en 1968. Posteriormente se casó con Michael W. Conlon en 1971 y adoptaron dos niños más. Se divorciaron en 1975.